# WPHL 1902

Sezona 1902 lige WPHL je bila druga sezona lige Western Pennsylvania Hockey League.

## Končna lestvica
| Moštvo               | OT | Z | P  | R | GF | GA | TOČ | Povpr. |
| -------------------- | -- | - | -- | - | -- | -- | --- | ------ |
| Pittsburgh PAC       | 14 | 9 | 5  | 0 | 43 | 32 | 18  | .643   |
| Pittsburgh Keystones | 14 | 8 | 6  | 0 | 46 | 28 | 16  | .571   |
| Pittsburgh Bankers   | 14 | 4 | 10 | 0 | 27 | 55 | 8   | .286   |